# James Herriot

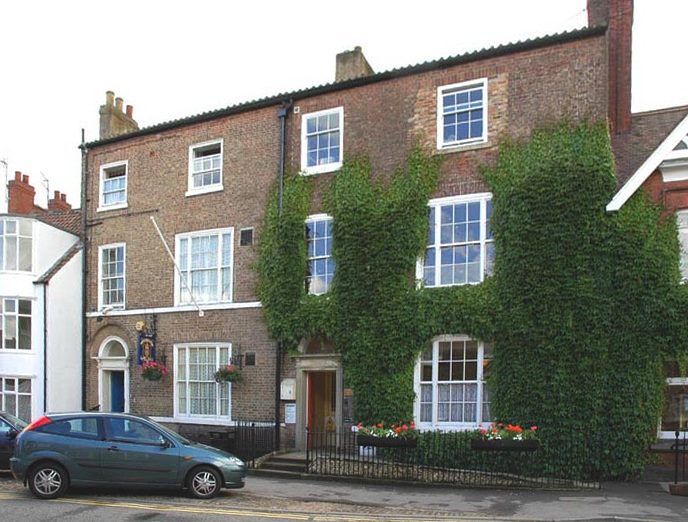
La clínica veterinaria en Thirsk de James Herriot es hoy en día una atracción turística.

James Alfred Wight, más conocido por su pseudónimo James Herriot (Sunderland, 3 de octubre de 1916 - Thirsk, 23 de febrero de 1995), fue un veterinario y escritor inglés.

## Biografía
Cuando apenas tenía tres semanas de vida, su familia se trasladó con él a Glasgow, en Escocia. Estudió en la Yoker Primary School y en la Hillhead High School. En 1939, con 23 años, se diplomó en cirugía veterinaria en el Glasgow Veterinary College. Al año siguiente comenzó a ejercer como veterinario rural en Thirsk, Yorkshire del Norte, donde pasó el resto de su vida. El 5 de noviembre de 1941 desposó a Joan Catherine Anderson Danbury, con quien tuvo dos hijos: James, que sería también veterinario, y Rosie, que seguiría la carrera de medicina. En 1942 sirvió en la RAF.
En 1969 escribió If Only They Could Talk, el primer libro de una serie semiautobiográfica que trataba sobre su trabajo como veterinario en el Yorkshire de los años cuarenta y su vida en la RAF durante la Segunda Guerra Mundial. En sus libros se presenta bajo el pseudónimo de James Herriot, y cambia el nombre de su villa de Thirsk a Darrowby.
Sus libros, de lenguaje llano y sencillo, están llenos de anécdotas cómicas e incidentes representativos de la vida de un veterinario, y alcanzaron un éxito inmenso. En la época de su muerte era uno de los autores más vendidos en el Reino Unido y en los Estados Unidos, a pesar de lo cual siguió ejerciendo como veterinario hasta su muerte junto a su colega Donald Sinclair (llamado Siegfried Farnon en los libros de Herriot). La ley inglesa prohibía la publicidad para los veterinarios, por lo que él tomó el pseudónimo de James Herriot para escribir sus libros. En cuanto a su hermano Brian, veterinario también, le dio en sus obras el nombre de Tristan Farnon.
Sus libros fueron adaptados al cine en dos ocasiones y a la televisión en una serie de la BBC (All Creatures Great and Small, Todas las criaturas grandes y pequeñas). Por otra parte, sus libros suscitaron numerosas vocaciones de veterinarios en todo el mundo.

## Obras
- If Only They Could Talk (1970)
- It Shouldn't Happen to a Vet (1972)
- All Creatures Great and Small (1972) (incorpora "If Only They Could Talk" y "It Shouldn't Happen to a Vet"); traducido como Todas las criaturas grandes y pequeñas
- Let Sleeping Vets Lie (1973)
- Vet in Harness (1974)
- All Things Bright and Beautiful (1974) (incorpora la mayoría de los capítulos de Let Sleeping Vets Lie y Vet in Harness); traducido como Todas las cosas brillantes y hermosas.
- Vets Might Fly (1976), traducida al español en Grijalbo como Un veterinario en la RAF
- Vet in a Spin (1977), traducida al español en Grijalbo como Un veterinario en apuros
- James Herriot's Yorkshire (1979)
- The Lord God Made Them All (1981)
- Dog Stories (1986), traducida al español como Historias de perros
- Every Living Thing (1992)
- James Herriot's Cat Stories (1994)
- James Herriot's Favourite Dog Stories (1995)
- Olly and Giny

- Datos: Q335813
- Multimedia: James Herriot / Q335813